# Gasometer (Lübeck)
Der 1954 von der Firma Klönne gebaute und im Jahr 2005 restaurierte Gasometer im Gewerbegebiet an der Geniner Straße 80 auf dem Gelände des Gaswerkes II, das 1893/1894 in Betrieb genommen wurde, war eines der auffälligsten Bauwerke der Stadt Lübeck. Einige Ansichten der Innenstadt von Süden sind vom Gasometer aus entstanden.

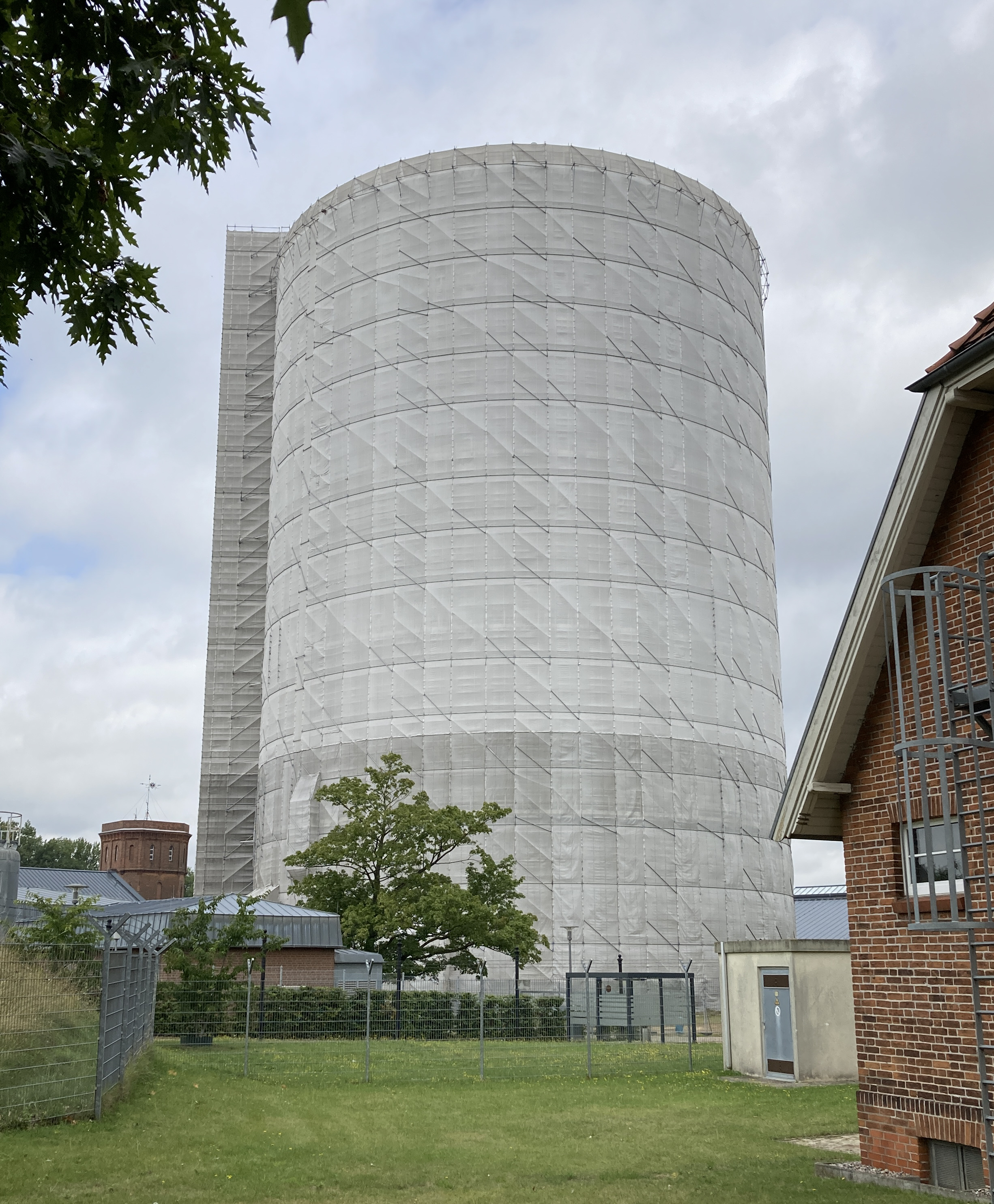
Der Gasometer mit der im Februar 2019 angebrachten Umhüllung im August 2021, einen Tag vor Beginn der Abrissarbeiten

Bei dem 70 m hohen Turm handelte es sich technisch um einen sogenannten Scheibengasbehälter, bei dem eine Scheibe auf das gespeicherte Gas drückt und daher mit der Gasentnahme nach unten rutscht. Die Abdichtung erfolgt über Manschetten an der Scheibe. Alternativ wurden sogenannte Teleskopgasbehälter gebaut, bei denen der zylindrische Gasbehälter in einem Gerüst hängt und bei Gasentnahme in ein Wasserbassin sinkt, das den Behälter abdichtet. In Lübeck stand ein solcher Gasbehälter auf dem Gelände des Gaswerkes I in der Moislinger Allee 9, wo 1930 das Hauptgebäude der Energie und Wasser Lübeck errichtet wurde. Überregional ist der Typ des Teleskopgasbehälters durch den Gasometer auf der Roten Insel in Berlin bekannt. Heute werden überwiegend über- oder unterirdische Druckgasbehälter gebaut. Auch ein solcher steht seit 1975 – unauffälliger als der Gasometer – auf dem Gelände des Gaswerkes II. Er hat das 20-fache Fassungsvermögen des Scheibengasbehälters.
Die Vorgänger des heutigen Scheibengasbehälters dienten bis zur endgültigen Umstellung auf Kokereigas 1930 der Speicherung von Stadtgas, das auf dem Gelände aus Steinkohle gewonnen wurde. Von dem Gaswerk, in dem die Verkokung durchgeführt wurde, sind Teile wie die Kohlenlagerhalle auf dem Gelände noch erhalten. Als der Gasometer gebaut wurde, war die Umstellung auf Kokereigas schon abgeschlossen. Es wurde bis zur endgültigen Umstellung auf Erdgas zwischen 1965 und 1969 aus dem Hochofenwerk Lübeck in Herrenwyk bezogen. Seitdem wurde in dem Scheibengasbehälter Erdgas gespeichert.
Der Scheibengasbehälter fasste rund 80.000 Kubikmeter Erdgas. Das ist heute weniger als die Abgabemenge in einer Stunde zu Spitzenabgabezeiten. Die Funktion solcher Gasbehälter besteht deshalb nicht in der Bevorratung, sondern darin, die Spitzenmengen der Gasabgabe zu decken, was den Gasbezug bei den Vorlieferanten verbilligt, die den Preis nicht lediglich nach der Energiemenge, sondern zugleich nach der Spitzenmenge (sogenannte Benutzungsstunden) berechnen. Auch der Druckgasbehälter, in dem Butan gespeichert wurde, diente in ähnlicher Weise der Spitzendeckung. Der Gasbehälter wurde also nachts, wenn der Gasverbrauch geringer ist, mit Erdgas gefüllt. Bei hohem Verbrauch am Tag wurde dieses gespeicherte Gas dann wieder entnommen.
Er wurde bis 2015 von der Stadtwerke Lübeck GmbH betrieben, war der letzte erhalten gebliebene Scheibengasbehälter in Schleswig-Holstein und einer von wenigen noch erhaltenen Scheibengasbehältern der Firma Klönne in Deutschland. Da die technische Entwicklung den Gasbehälter überflüssig gemacht hatte, war geplant, ihn nach der Stilllegung abzubrechen, was im August 2015 von der städtischen Bauverwaltung auch genehmigt wurde. Im September 2015 jedoch stellte die Lübecker Denkmalschutzbehörde den Gasometer aufgrund seiner technikgeschichtlichen Bedeutung unter Denkmalschutz, wodurch ein Abriss vorerst nicht mehr möglich war. In den Folgejahren wurde ergebnislos nach einem Umbau- und  Nutzungskonzept für den Gasbehälter gesucht. Im Februar 2019 musste der Gasometer komplett in Planen mit einer Gesamtfläche von 12.000 Quadratmetern eingehüllt werden, da korrodierte hinabfallende Nieten eine Gefahr darstellten. Im August 2021 hob Bürgermeister Jan Lindenau in seiner Eigenschaft als Oberster Denkmalpfleger der Stadt den Denkmalschutz auf, da der weitere Erhalt des ungenutzten Gasometers, dessen Sanierung Kalkulationen zufolge einen zweistelligen Millionenbetrag erfordert hätte und dessen bloße Unterhaltung pro Jahr rund 100.000 Euro kostete, für die Stadtwerke nicht zumutbar seien. Der Abbruch begann am 16. August.